# Džibuti
Džibuti (arap. Jumhūriyah Jibūti, Đumhűriyya Đibűtî), država u istočnoj Africi. Na istoku izlazi na Crveno more i Adenski zaljev, dijelove Indijskog oceana. Graniči na jugoistoku sa Somalijom, na jugu i zapadu s Etiopijom te na sjeveru s Eritrejom. Odvojena je od Jemena na Arapskom poluotoku 20 km širokim morskim prolazom Bab el-Mandeb.
Dvije trećine stanovnika zemlje živi u glavnome gradu. Odnos većinskih Somalijaca i manjinskih Afara u nedavnoj je povijesti često bio neprijateljski. Somalijici u Džibutiju uglavnom pripadaju jednome od dva klana. Dominatni klan je Issa, a manji je Gadabuursi, a oba su dio klana Dir.
Ostali stanovnici su uz Afare, Europljani (Talijani i Francuzi), Arapi, te Etiopljani.
Glavnina gospodarske aktivnosti vezana je uz pomorstvo – Djibouti je izlazna luka Etiopije, a zbog strateškog položaja ovdje se nalazi i jedina američka vojna baza u subsaharskoj Africi. BDP je u 2002. bio 1300 USD po stanovniku, mjereno po PPP-u.

## Povijest
Povijest Džibutija poznata je tisućama godina, u vremena kada su narodi toga područja trgovali s civilizacijama Drevnog Egipta, Indije i Kine. Zbog blizine Arapskog poluotoka, prve etničke skupine doseljene u to područje bili su Somalijci i Afari koji su sa sobom donijeli islam. Od 1862. do 1894. sjevernu obala zaljeva Tadjoura se nazvala Obock, i njom je vladao Somalijski Sultan.
Léonce Lagarde uspostavio je trajnu francusku upravu u gradu Džibuti 1894. godine. Područje je tada nazvano Somaliland (franc. Côte française des Somalis). Godine 1958. u vrijeme pred nezavisnost Somalije održan je referendum kojim je odbačeno priključivanje Somaliji i ostanak pod Francuskom. Većina koja se protivila ostanku pod Francuskom su bili Somalijici, a njihov vođa Mahmoud Harbi poginuo je u zrakoplovnoj nesreći dvije godine kasnije. Džibuti je postao samostalna, nezavisna država 27. lipnja 1977., a Hassan Gouled Aptidon postao je prvim predsjednikom. Danas je Džibuti po političkom uređenju polupredsjednička republika, u kojoj izvršnu vlast ima vlada, a zakonodavnu imaju i vlada i parlament.
U novijoj povijesti Džibutija, od studenoga 1991. do prosinca 1994., odvijao se građanski rat pod vodstvom dvaju političkih stranaka. Do rata je došlo kada se Fronta za povratak jedinstva i demokracije (engl. Front for the Restoration of Unity and Democracy – FRUD) u kojoj su Afari većina, pobunila zbog nedovoljne zastupljenosti u vladajućim strukturama. Fronta je u studenom 1991. pod opsadu stavila gradove Tadjoura i Obock, te zaposjednula sve vojne baze na sjeveru zemlje. Borbe su se uglavnom vodile na sjeveru zemlje osim jednog incidenta u glavnom gradu. Vladine snage uspjele su osloboditi veći dio zauzetih područja, tijekom 1993., a 1994. je potpisan mir s umjerenim frakcijama stranke FRUD. Dio radikalnijih frakcija nastavio je manje sukobe sve do mira potpisanoga 2001. Prema džibutijskim izvorima ukupno je u sukobima poginulo 100 osoba.

## Zemljopis
Džibuti leži na sjeveroistoku Afrike na obali Adenskoga zaljeva, južnog ulaza u Crveno more. Džibuti ima 314 km obale, 113 km granice s Eritrejom, 337 km s Etiopijom i 506 km sa Somalijom. Zemlja je uglavnom kamenita polupustinja, s raštrkanim platoima i uzvisinama, a površina iznosti 23 051 km2. Klima Džibutija je topla pustinjska. Planine u središnjem dijelu zemlje razdvajaju obalnu ravninu od platoa. Najniža točka je oko jezara Assal -155 m, dok je najviša planina Moussa Ali 2028 m. Džibuti ima obalu dugu 314 km.

## Upravno-politička podjela
Džibuti je podijeljen u pet regija i jedan grad, koji su dalje podijeljeni u jedanaest distrikata.
Regije i grad su:
- Ali Sabieh (Région d'Ali Sabieh)
- Arta (Région d'Arta)
- Dikhil (Région de Dikhil)
- Djibouti (Ville de Djibouti)
- Obock (Région d'Obock)
- Tadjourah (Région de Tadjourah)

## Gospodarstvo
Džibutijsko gospodarstvo temelji se na djelatnostima koje proizlaze iz strateškoga položaja zemlje u odnosu na glavne svjetske putove prijevoza nafte i statusa slobodne trgovačke zone na sjeveroistoku Afrike. Oko 2/3 stanovnika živi u glavnom gradu, dok ostatak čine nomadska plemena. Rijetke padaline ograničavaju poljoprivredu na uzgoj voća i povrća, dok se glavnina hrane uvozi. Džibuti pruža uslugu tranzitne luke čitavoj regiji, a služi i kao međunarodna luka za opskrbu gorivom. Industrija je slabo razvijena. U planu je izgradnja most koji bi povezivao Arapski polutotok s Džibutijem.

## Religije
Stanovništvo Džibutija je većinom muslimanske vjeroispovijesti (94%), dok jedina značajna religija uz islam je kršćanstvo s oko 6% (7000-8000) koje čine uglavnom strani državljani.
Jedina državna religija u Džibutiju je islam, dok su Ustavom iz 1992. godine svim ostalim religijama zajamčena jednaka vjerska prava i vjerske slobode. Prema obiteljskom zakonu iz 2002. (Code de la Famille) muslimankama je zabranjena udaja s nemuslimane, ako nemusliman prije ne prijeđe na islam. 
Uz islamske vjerske blagdane, državni praznici su i Nova godina koja se slavi prvoga siječnja i Praznik rada koji se slavi prvoga svibnja, kao i u većini država svijeta.
Najpoznatije sveto mjesto islama u Džibutiju je džamija šeika Abu Yazida koja se nalazi u planinama Goda.

## Šport
Predstavnici Džibutija nastupili su na svima ljetnim olimpijskim igrama od 1984., a jedini osvajač medalja je Houssein Ahmed Salah koji je osvojio brončanu medalju u maratonu na igrama 1988. u Seulu.